# Margit Kocsis
Margit Sylvia Kocsis Kerkhoven (Java, 1941- Amsterdam, 1984) fou model, actriu i pintora.

## Biografia
Va néixer el 23 de gener de 1941 a l'illa de Java, en aquell moment Índies Orientals Neerlandeses. Era la segona de sis germans, filla de pare hongarès, Janos Kocsis i mare alemano-holandesa, Carmen Mercedes Kerkhoven. Va viure la seva infantesa a la plantació de te i cautxú que havien heredat dels avis materns. De petita va patir una poliomelitis.
Acabada la Segona Guerra Mundial es refugien a Leiden (Holanda), després tornen a Java fins que el 1950 la família es torna a instal·lar als Països Baixos.A La Haia comença la seva formació com a pintora, tot i que és, bàsicament, autodidacta.
El 1962 es trasllada a viure a Mallorca i poc després a Barcelona.A Barcelona va conèixer al creatiu Leopold Pomés, amb qui el 1964 va rodar l’anunci del brandy Terry, que va ser tota una icona a l’època, i a partir del qual aconsegueix certa popularitat. Durant els anys 60 i 70 va participar en molts projectes com a model i com a actriu en fotonoveles i pel·lícules, al cinema i a la televisió.
Tot i que feia temps que pintava, al 1973 va fer la primera exposició a Barcelona, animada pel seu amic i també pintor Rafael Griera i Calderón. A partir d’aquí entra en contacte amb el món artístic de Barcelona, Girona i Olot, especialment amb els galeristes Santiago Godoy i Arcadi Calzada.Perfecciona el seu estil a Itàlia.
Es va casar amb Alfred Lopez, amb el qual passa temporades a Argelaguer, on hi va instal·lar el seu estudi i a través de qui li ve la vinculació amb la Garrotxa. Més tard es van divorciar. Durant 10 anys va exposar força a les comarques gironines: Olot, Besalú, Platja d’Aro, Girona… Cap al final de la seva vida tenia previst instal·lar-se en una masia prop de Besalú, però una greu malaltia va frustrar aquest projecte. Va morir de càncer el 10 de desembre de 1984 a Amsterdam.

## Obra artística
Els seus crítics en destaquen el virtuosisme i el domini de la tècnica, a més de la seva sensibilitat.
Tot i tenir una carrera relativament curta, la seva obra pictorica és sòlida i consistent i evoluciona en el temps, tant en l'estil i la tècnica com en el cromatisme i les temàtiques. Va de la neofiguració postimpressionista al realisme màgic. En quan a la tècnica, després de les experimentacions inicials, se centra en l'oli sobre fusta. Dels colors forts i càlids, negres i ocres evoluciona cap a tons més freds i subtils. Dels primers paisatges i objectes passa, gairebé en exclusiva, a la figura humana: figures femenines i especialment infants, moltes vegades envoltats d' objectes quotidians i aparentment absurds. Els seus retrats sovint tenen enquadraments fotogràfis: primers plans amb perspectives forçades.
“Tinc un especial interès en el món de la infància. Em nego a acceptar la imatge que sempre s’ha donat dels nens. Per un costat es presenten infants amb una amarga expressió de vells i per un altre nens preciosos de postal. D’una manera o altra, fins ara, el nen ha estat profundament marginat. Era sempre aquell ésser que quedava silenciós en un racó i amb qui ningú comptava. No vull pintar nens rics i de postal sinó més aviat nens una mica lletjos amb la seva personalitat i sentir humà. Es pot observar la realitat a través de la mirada d’un nen. Això et dona un espai d’observació totalment diferent dels altres.”
El setembre del 1985 la galeria Palau de Caramany de Girona li va organitzar una exposició antològica i va publicar un llibre-catàleg de l'exposició on artistes, galeristes i crítics d'art aporten els seus articles sobre la figura i l'obra de l'artista.Glòria Bosch, Arcadi Calzada, Modest Cuixart, Daniel Giralt-Miracle, Jaume Fabrega, Miquel Gil i Bonancia, Francesc Miralles, Moli i Pere J. Ribalta participen en aquesta publicació.

### Principals exposicions[3]

#### Individuals
- 1973 galeria Subex, Barcelona.
- 1973 galeria Les Voltes, Olot.
- 1974 Grup S.A., Barcelona.
- 1975 galeria De Witte Voet, Amsterdam.
- 1976 Atelier Holstein, Hamburg.
- 1976 galeria D'Alaró, Sitges.
- 1976 Keeler Gallery, Eivissa.
- 1977 galeria De Witte Voet, Amsterdam.
- 1978 galeria Internacional, Eivissa.
- 1978 El Corte Inglés, Madrid.
- 1979 galeria Ur, El Vendrell.
- 1979 galeria Palau de Caramany, Girona.
- 1981 galeria Sant, Lluc, olot.

#### Col·lectives
- 1973 galeria Subex, Barcelona.
- 1975 sala municipal, Platja d'Aro amb Sagrari Just.
- 1980 galeria Xoc, Maó, amb Sabillón i Marga Julià.
- 1980 galeria Internacional, Sant Antoni (Eivissa) amb Sabillón, Marga Julià i Kanngiesser.
- 1982 Barcelona, Ex-Bank, I biennal femenina d'Art.
- 1981, 1982, 1983,1984, Saló d'Estiu, Palau de Caramany, Girona.